# Луис Арконада
Луи́с Миге́л Аркона́да Еча́ри  (на испански: Luis Miguel Arconada Etxarri) е бивш испански футболист, един от най-добрите вратари на Испания за всички времена. Трикратен носител на трофея Рикардо Самора за вратар на годината в Примера дивисион. Капитан на националния отбор на две световни първенства, две европейски и на едни летни олимпийски игри.

## Състезателна кариера

### Реал Сосиедад
Арконада е роден на 26 юни 1954 г. в Сан Себастиан. На 16-годишна възраст се присъединява към младежките формации на Реал Сосиедад, където протича цялата му кариера.
В продължение на седемнадесет години Арконада е част от легендарния отбор на Реал Сосиедад който печели последователно две шампионски титли, една купа и една суперкупа на Испания, а съотборници са му Хесус Мари Самора, Чики Бегиристайн, Лопес Уфарте, Лопес Рекарте и Хосе Мари Бакеро.
През сезон 1982-83 достига до полуфинал в турнира за Купата на европейските шампиони, където е отстранен от бъдещия носител на трофея Хамбургер ШФ.
Прекратява състезателната си кариера на 35 години, като записва 414 мача за клуба, а със срещите от различните турнири общо 551.

### Национален отбор
Дебютът му за националния отбор е в контрола срещу Унгария, играна на 27 март 1977 г. в Аликанте и завършила 1:1. Дългогодишен капитан на „Ла фурия“ с която взима участие на световните първенства през 1978 в Аржентина и 1982 в Испания, както и на Евро 80 и Евро 84 на което достига до финалната среща, загубена от домакина Франция.
Взима участие и на Летните олимпийски игри през 1976 г. в Монреал, на които Испания отпада още в първия кръг. Последната му изява за националния отбор е на 17 октомври 1984 г. в световна квалификация за Мексико 86 срещу Уелс, играна на Естадио Рамон Санчес Писхуан в Севиля и завършила с победа 3:0 в полза на домакините. 

## Успехи
Реал Сосиедад
- Примера дивисион (2): 1980–81, 1981–82
- Купа на краля (1): 1986–87
  - Финалист (1): 1987-88
- Суперкопа де Еспаня (1): 1982

Национален отбор на Испания
- Европейско първенство по футбол
  - Финалист (1): Евро 84

Индивидуални
- Трофей Рикардо Самора (3): 1979-80, 1980-81, 1981-82